# Sigma Orionis
Désignations
σ Ori C : 2MASS J05384411-0236062

σ Ori D : HIP 26551, 2MASS J05384561-0235588

Sigma Orionis (« Sigma d'Orion », en abrégé σ Ori) est une étoile multiple de la constellation d'Orion. Sa magnitude apparente combinée est de 3,81. Elle est située à environ 1 260 années-lumière de la Terre. Elle est située au centre d'un amas ouvert connu comme l'amas de Sigma Orionis. À moins d'une minute d'arc du centre de cet amas sont visibles cinq étoiles principales, les plus brillantes, répertoriées de A à E dans l'ordre de distance par rapport à la composante la plus brillante, σ Ori A.
La composante centrale de Sigma Orionis est un système triple connu comme Sigma Orionis AB. Ses deux étoiles visibles forment une double serrée, n'étant séparées que de 0,26 seconde d'arc en moyenne. Le spectre de σ Orionis A révèle qu'il s'agit d'une binaire spectroscopique avec une période orbitale de 143,2 jours et une excentricité de 0,78. Sa composante visible, σ Orionis Aa, est une étoile bleue de la séquence principale de type spectral O9,5V ayant une magnitude apparente de +4,07. La troisième étoile, σ Orionis B est une étoile bleu-blanc de la séquence principale de type spectral B0,2V(n) dont la magnitude apparente est de +5,27. La paire AB accomplit une révolution en environ 160 ans et selon une excentricité faible de 0,02. Les surfaces de A et B sont très chaudes, environ 32 000 et 29 600 kelvins, rayonnant respectivement l'équivalent de 35 000 et de 30 000 luminosités solaires[réf. souhaitée]. Les masses des étoiles sont égales à 17 (Aa), 12,8 (Ab) et 11,5 (B) masses solaires.
Sigma Orionis C est l'étoile principale la plus proche de la paire AB, située à une séparation angulaire de 11,4 secondes d'arc d'elle en 2019. Il s'agit d'une étoile blanche de la séquence principale de type spectral A2V et de magnitude 8,79. 
Les deux dernières étoiles principales, Sigma Orionis D et E sont quant à situées respectivement à 13,5 et 42,0 secondes d'arc de σ Orionis AB en 2021. Toutes deux sont des étoiles naines d'environ 7 masses solaires, de type B et de magnitudes 6,56 et 6,34. Sigma Orionis E est le prototype des étoiles chimiquement particulières « riches en hélium », qui contiennent de grandes quantités d'hélium.
Alors que l'orbite de la paire AB est stable, les orbites des trois autres étoiles ne le sont pas, et bien avant leur mort elles seront probablement accélérées par la gravitation et expulsées du système[réf. nécessaire].